# Ipatinga FC
Ipatinga Futebol Clube este un club de fotbal din Ipatinga, Minas Gerais, Brazilia.

## Lotul actual
| Nr. |          | Poziție | Jucător         |
| --- | -------- | ------- | --------------- |
|     | Brazilia | P       | Bruno           |
|     | Brazilia | P       | Felipe Sánchez  |
|     | Brazilia | P       | Gustavo         |
|     | Brazilia | F       | Azevedo         |
|     | Brazilia | F       | Eron            |
|     | Brazilia | F       | Guilherme Alves |
|     | Brazilia | F       | Irineu          |
|     | Brazilia | F       | Pablo           |
|     | Brazilia | F       | Pedrão          |
|     | Brazilia | F       | Vinícius        |
|     | Brazilia | F       | André Luiz      |
|     | Brazilia | F       | Neno            |
|     | Brazilia | F       | Stanley         |

| Nr. |          | Poziție | Jucător       |
| --- | -------- | ------- | ------------- |
|     | Brazilia | F       | Totonho       |
|     | Brazilia | M       | Denílson      |
|     | Brazilia | M       | Geovane       |
|     | Brazilia | M       | Uchôa         |
|     | Brazilia | M       | Zotti         |
|     | Brazilia | M       | Bruninho      |
|     | Brazilia | M       | Gedeon        |
|     | Brazilia | M       | Joélson       |
|     | Brazilia | M       | Robert        |
|     | Brazilia | A       | Chico Marcelo |
|     | Brazilia | A       | Cristiano     |
|     | Brazilia | A       | Marion        |
|     | Brazilia | A       | Thiago        |

## Internaționali importanți
Oscarino

## Antrenori notabili
| - Ney Franco (2005–06) - Ney da Matta (2006, 2011) - Flávio Lopes (2007) - Gilson Kleina (2007, 2010) - Giba (2008) - Ricardo Drubscky (2008) - Márcio Bittencourt (2008) - Enderson Moreira (2008) - Marcelo Oliveira (2009) - Émerson Ávila (2009) | - Leonardo Condé (2010) - Gerson Evaristo (2010–11) - Guilherme (2011) - Eugênio Souza (2012–13) - Wallace Lemos (2013–) |

## Palmares
- Campeonato Mineiro: 1

2005
Finalistă (2): 2006, 2010
- Taça Minas Gerais: 2

2004, 2011
- Copa do Brasil

Locul 3 (1): 2006
- Campeonato Brasileiro Série B

Finalistă (1): 2007
- Campeonato Brasileiro Série C

Locul 3 (4): 2002, 2005, 2006, 2011